# Герои (фильм, 1980)
«Герои» (иер. трад. 俠骨英雄傳, упр. 侠骨英雄传, кант.-рус.: Хап куат ин хун чюнь, англ. The Heroes) — гонконгский боевик 1980 года режиссёров У Ма и Пао Сюэли, снятый по сценарию Ни Куана и Кэти Цзинь.

## Сюжет
Во время правления династии Цин, императорский двор рассматривает храм Шаолинь как бельмо на глазу и отправляет туда группу солдат во главе с Коу Фэйёном, бывшим учеником Шаолиня, чтобы уничтожить храм. Солдаты выполняют приказ, а ученики попадают в плен. Хотя Фэйён заставляет пленных трудиться с полной отдачей, на самом деле, таким образом, он помогает им стать сильнее и совершенствовать навыки в боевых искусствах. На первый взгляд, Фэйён работает на императорский двор, но он также помогает ученикам восстановить Шаолинь. Тем не менее, его пленные не принимают знак признательности. После этого ученики сбегают и поднимают восстание перед убийством бэйлэ. В то же время Фэйён также умирает, и его подвиг остаётся неизвестным даже после смерти.

## В ролях
| Актёр        | Роль               |
| ------------ | ------------------ |
| Ти Лун       | Коу Фэйён          |
| Ши Сы        | принцесса Сёй Линь |
| Дориан Тань  | Чиу Чунсан         |
| Майкл Чань   | бэйлэ              |
| Вон Чун      | Фон Кау            |
| Дэнни Ли     | Лам                |
| У Ма         | Ын Кхэй            |
| Вон Чхин     | чиновник Кап       |
| Цай Хун      |                    |
| Чань Пикфун  | Чань Лань          |
| Ван Цэ       |                    |
| Мао Цзиншунь |                    |
| Ку Чан       | лысый чиновник     |

## Номинации
17-й Тайбэйский кинофестиваль Golden Horse (1980) — номинация в следующих категориях:
- Лучший художественный фильм
- Лучшая мужская роль — Ти Лун